# Менцель, Иржи
Иржи Менцель (чеш. Jiří Menzel; 23 февраля 1938, Прага — 5 сентября 2020) — чешский кинорежиссёр, сценарист, актёр, один из главных представителей — наряду с Верой Хитиловой, Милошем Форманом и др. — новой волны в чешском кино 1960-х годов, которая во многом совпала с общим обновлением европейского кинематографа в тот период.

## Биография
Сын писателя и журналиста Йозефа Менцеля. Увлекался театром и поступал в Академию музыкального искусства в Праге на театральный факультет, но не был принят «за отсутствием необходимых данных». После этого поступил на факультет кино и телевидения той же академии, где учился в мастерской Отакара Вавры вместе с Верой Хитиловой и другими будущими режиссёрами новой волны.
Дебютировал в 1960 году короткометражным фильмом «Панельные дома», снятом на 3-м курсе Академии. Режиссёра с первых работ отличало внимание к повседневной жизни во всей её неприкрашенности и алогизме.
Мировую славу ему принёс фильм «Поезда под особым наблюдением» (1966, по роману Б. Грабала, Оскар за лучший иностранный фильм, главный приз на Международном кинофестивале Мангейм — Хайдельберг, премия Британской академии кино и телевизионных искусств).
В эпоху нормализации многие фильмы Менцеля (например, «Жаворонки на нитке») были запрещены к показу и появились на экранах лишь в 1990-х годах.
Выступал как актёр, в том числе в фильмах своих коллег по новой волне, снимался у Марты Месарош и Кшиштофа Занусси. Активно работал в театре.

## Фильмография
- 1960 — Панельные дома / Domy z panelu
- 1961 — Журнал ФАМУ — Первый периодический выпуск / Zurnal FAMU — Prvni obcasnik
- 1962 — У нас умер пан Фёрстер / Umřel nám pan Foerster
- 1965 — Концерт 65 / Koncert 65
- 1965 — Жемчужинки на дне / Perličky na dně
- 1965 — Преступление в девичьей школе / Zločin v dívčí škole
- 1966 — Поезда под особым наблюдением / Ostře sledované vlaky (по роману Б.Грабала, «Оскар» за лучший иностранный фильм, главная премия на МКФ в Мангейме-Гейдельберге, премия BAFTA).
- 1968 — Капризное лето / Rozmarné léto (по роману Владислава Ванчуры, Хрустальный глобус МКФ в Карловых Варах)
- 1968 — Преступление в кафешантане (по новелле Й. Шкворецкого)
- 1969 — Жаворонки на нитке / Skřivánci na niti (по рассказам Б.Грабала, вышел на экраны в 1990, Золотой медведь и почётное упоминание ФИПРЕССИ Берлинского МКФ)
- 1974 — Перемены края / Promeny krajiny
- 1974 — Кто ищет золотое дно / Kdo hledá zlaté dno
- 1976 — На хуторе у леса / Na samotě u lesa
- 1978 — Великолепные мужчины с кинокамерой / Báječní muži s klikou
- 1981 — Постороний (Воспоминания) / Postřižiny
- 1982 — Прекрасные мгновения печали / Krasosmutnen
- 1983 — Праздник подснежников / Slavnosti sněženek
- 1985 — Деревенька моя центральная / Vesničko má středisková (номинация на «Оскар», приз экуменического жюри и специальная премия жюри Монреальского МКФ)
- 1986 — Шоколадные фараоны / Die Schokoladenschnuffler
- 1989 — Конец старых времён / Konec starých časů (по роману В. Ванчуры, премия лучшему кинорежиссёру на Монреальском МКФ)
- 1990 — Аудиенция / Audience
- 1991 — Опера нищих / Žebrácká opera
- 1994 — Жизнь и необычайные приключения солдата Ивана Чонкина / Život a neobyčejná dobrodružství vojáka Ivana Čonkina, по одноименному роману В.Войновича, Золотая медаль президента итальянского сената на Венецианском МКФ)
- 2002 — На десять минут старше: Виолончель / Ten Minutes Older: The Cello, эпизод Один миг
- 2006 — Я обслуживал английского короля / Obsluhoval jsem anglického krále (по одноимённому роману Б. Грабала, приз ФИПРЕССИ Берлинского МКФ)
- 2012 — Дверь / Surgeon
- 2013 — Донжуаны / Donšajni

### Актёр
- 1968 — Дита Саксова / Dita Saxová —  Херберт Лагус
- 1969 — Сжигатель трупов / Spalovač mrtvol — Дворжак
- 1981 — Вампир от Ферата / Upír z Feratu
- 1982 — Сердечный привет с земного шара / Srdečný pozdrav ze zeměkoule
- 2018 — Переводчик / Tlumočnik

## Признание
- 1990 — Приз Акиры Куросавы за совокупность творчества на Кинофестивале в Сан-Франциско.
- 1996 — Чешский лев за вклад в отечественное кино.
- 1996 — Медаль «За заслуги» I степени (Чехия).
- 2004 — Великий офицер ордена Заслуг (Венгрия).
- 2011 — Командор ордена «За заслуги перед культурой»[рум.] в категории F «Продвижение Культуры» (Румыния)[8].
- 2024 — Орден Утренней звезды Хорватии[англ.] с ликом Марка Марулича (Хорватия, посмертно)[9].
- Кавалер ордена искусств и литературы (Франция).